# Partij van het Democratische Centrum
De Partij van het Democratische Centrum (Spaans: Partido del Centro Democrático, PCD) was een liberale Mexicaanse politieke partij.
De partij werd in 1997 opgericht door Manuel Camacho Solís, voormalig lid van de Institutioneel Revolutionaire Partij (PRI) en voormalig burgemeester van Mexico-Stad, en Marcelo Ebrard. De PCD omschreef zichzelf als liberaal, en was voorstander van het opstellen van een nieuwe grondwet. Camacho was presidentskandidaat voor de PCD in 2000, waar hij 0,8% van de stemmen kreeg. De partij kreeg geen congressionele vertegenwoordiging bij die verkiezingen en verloor daarmee de erkenning als politieke partij. De meeste leden sloten zich vervolgens aan bij de Partij van de Democratische Revolutie (PRD).
In Tlaxcala heeft de partij haar erkenning weten te behouden, en bestaat ze verder als de Partij van het Democratische Centrum van Tlaxcala (PCDT).

## Presidentskandidaten
- 2000: Manuel Camacho Solís

PAN · PRI · PVEM · PT · MC · Morena